# ノーマルスーツ
ノーマルスーツ (NORMAL SUIT) とは、アニメ『ガンダムシリーズ』における宇宙服の総称。

## 概要
劇中では人型機動兵器であるモビルスーツに対し、人間が着用する通常（ノーマル）の宇宙服をレトロニムとして呼称するようになった。
外見や機能により、宇宙艦の乗員や作業員（民間用含む）の「重装型」とモビルスーツや戦闘機などのパイロット用の「軽装型」の2種類に大別できる。世界観によって外観や仕様も様々ではあるが、多くの場合は宇宙での放射線から身を守るためや耐Gや慣性運動などの理由から、シートにより確実に体を固定するための安全装置としての役割は共通している。
各作品の主人公が着用するスーツの色彩は最初のテレビシリーズ以来伝統的にほとんどが白ベースだが、『W』・『00』（さらに『G』でのファイティングスーツ）では例外的に黒ベースのものを着用している。
シャア・アズナブルやパプテマス・シロッコ、ハマーン・カーンなど一部の人物は宇宙空間の戦闘でも、万一に備えてコクピットに常備はしながらも基本的に着用せずに出撃しており、基本的に生還する自信の表れとされている。

## 各世界観におけるノーマルスーツ

### 宇宙世紀におけるノーマルスーツ
重装型のノーマルスーツは主に艦内や宇宙空間などでの作業用であり、パイロット用のそれに比べると武骨で、現代の宇宙飛行士の船外作業服に近いデザインとなっており、このイメージは後のガンダムシリーズにも引き継がれている。戦闘時に艦がダメージを受けた場合の空気流出に備え、乗員が戦闘前に着用する光景も描かれているが、部下に余計な不安を与えないように、あえて着用しない指揮官もいる。重装型は現代の船外作業服と比較してもかなり頑丈に作られているようで、『ガンダムΖΖ』にてドック艦ラ・ビアン・ローズがプルツーのクイン・マンサに撃沈された際に戦死したエマリー・オンスの例では、艦全体の大爆発に巻き込まれても遺体が着用していたスーツ自体はほとんど損傷していない様子が描写されていた。
ヘルメットのバイザー（シールド）は基本的にスイッチで開閉可能であり、非戦闘時などに開放する。割れる素材で出来ており、コックピットに直撃を受けた場合などにガラスの様に割れる描写がある。サングラスのように色がついているものもあるが、シーンによって色が付いていない場合も多い。本来は実在の宇宙服同様、宇宙線を防ぐ工夫がされていないと眼を傷める原因ともなる。
実在の物は金のコーティングがされており、マジックミラーの様になっている為に外から中を覗く事は困難である。離れていると会話も通じない為、無線を使ったりヘルメットを接触させて音を伝わらせることで行なう。また、ヘルメットを着用すると首は左右を向く事も出来ないので、バイザーシールド部分は左右の耳の辺りまで大きく切り込まれている（ヘルメットの中だけなら顔は左右を向ける）。
軽装型はパイロットスーツとも呼称され、ウェットスーツのように体に密着したラインの“いかにも動きやすそうな”デザインで、酸素発生器や応急修復用パッチなどの生命維持機能は腰ベルト脇にコンパクトにまとめられている。なおこちらは乗機用のスーツ（戦闘機パイロットの耐火オーバーオール同等）でもあり、宇宙空間に限らず地球上のパイロットや特殊部隊などが着用している。地球上では『Ζガンダム』第35話でみられるように、潜水服としての使用が可能である。軽装型はそれを着用するだけの暇がない非正規戦闘に遭遇した場合を除いてほとんどのモビルスーツパイロットがモビルスーツ戦闘時に着用しているが、『機動戦士ガンダム』前半のシャア・アズナブルや『Ζガンダム』のパプテマス・シロッコ、ハマーン・カーンなど、非常に高い能力を持つモビルスーツパイロットの中には軽装型を敢えて着用しない者も複数存在しており、「軽装型非着用でのモビルスーツ戦闘への参加」という行為自体が通常の戦闘では軽装型が必要な状況、すなわち被弾の可能性が極めて無いという自信の表れとして描写されていた。なお、ハマーン・カーンは『ガンダムΖΖ』47話でジュドー・アーシタとの直接対決に臨む折りに作中を通じて初めて軽装型を着用し、無傷で帰還する事が難しい状況である事を伺わせていたが、この様子を見た部下達は普段と明らかに異なる上官の状況を前に少なからず動揺している様子が描かれていた。軽装型を着用する際にはその下にはTシャツ等の肌着や下着程度しか身に付けないらしい事が、『Ζガンダム』にてエマ・シーンが負傷し戦死する時の状況や、『第08MS小隊』のアイナ・サハリンが軽装型の上衣のファスナーをはだけた際の姿などで描写されていたが、中には『ガンダムΖΖ』のキャラ・スーンのように、軽装型を着用する際に下着や肌着の類を一切身に付けていないと見られる者も存在した。軽装型に備えつけられている応急修復用パッチは、白兵戦にて銃撃や刃物による刺突などを受けた際に布地の破孔からの空気漏れを防ぐために使用されていた事から、少なくとも軽装型が拳銃弾や刃物に対する一定の防御能力を有する2010年代現在の防弾ベストよりも布地の強度が劣る事は確実であるとみられ（一年戦争篇最終回「脱出」。アムロはシャアにレイピアで肩を刺されて穴が開いた）、更に『ガンダムΖΖ』47話でキャラ・スーンが戦死した際には、軽装型の襟元から胸元に掛けての布地を左手の腕力のみで引き裂いて胸の谷間を曝け出す扇情的な演出が行われており、その後も乗機ゲーマルクの爆発に巻き込まれた際には、肉体はほとんど無傷のまま軽装型の布地のみが爆風で散り散りに破れて全裸に近い状態になっていく様子が描写されていた事から、軽装型は重装型や現実の船内船内服と比較しても布地自体が相当に破れやすいものである事が推察される。
重装型・軽装型とも背部にランドムーバーと呼ばれる推進装置を装着することにより、短時間ではあるが宇宙空間・重力下を問わず飛行が可能である。また地球連邦軍モデルでは襟に本人の階級章が付く。
パイロットスーツは『機動戦士ガンダム』テレビ版ではベルト部分で上下セパレートの設定だったが、劇場版ではアムロ達が初めて着用するシーンでワンピース構造であることが示されている（ただし「首のファスナーは二重になっている」とのセリフもある）。またテレビ版22話ではノーマルスーツ着用のジオン兵がレーダー感知を避けるために完全プラスチック製装備のみでホワイトベースに空中から侵入するシーンがあり、非金属製部品のみで構成されるノーマルスーツも存在すると考えられる。
なおガンダムのOPにてアムロは青のノーマルスーツを着ているが、劇中では殆ど白のノーマルスーツを着用している。
『Ζガンダム』では永野護により新たに設定画が描き直され、布地の質感や腕脚の気密結合リングなど現実の宇宙服に近い意匠が加えられている。
『Ζガンダム』特有の特徴として地球連邦軍内の派閥抗争を明確に表現するため、敵対するエゥーゴとティターンズ両軍のノーマルスーツは重装型・軽装型とも、一部の例外を除き同一デザインの色違いとなっている。エゥーゴのパイロットスーツは黄地に白ライン、ティターンズは黒地に赤ライン、地球連邦正規軍は青地に白ラインという配色である。例外として、エゥーゴのエースパイロットであるクワトロ・バジーナは赤一色の、ニュータイプとして期待されていたカミーユ・ビダンは白地に紺ラインの、カツ・コバヤシは緑地に白ラインのパイロットスーツを愛用している。『ΖΖ』でのジュドー・アーシタは白地に赤ラインのものを愛用した。『機動戦士ガンダムUC』でバナージ・リンクスが着用するものは白地に赤いユニコーンの紋章が描かれたユニコーンガンダムパイロット専用品であり、デストロイモードの高機動で発する殺人的なG負荷を緩和するため、「DDS」とよばれる対G用薬剤投与システムが搭載されている。
『クロスボーン・ガンダム』ではベラ・ロナが飼っていたオウムのハロもノーマルスーツを着ている描写があるため、動物用も存在するようである。
服の中が与圧されていて服の外側が真空であれば、ウェットスーツのように体に密着（外側から内側に圧力が働いている状態）する形状なのは理論上おかしいといわれてきたが、2007年7月に次世代宇宙服「バイオスーツ」（外部リンク参照）が発表されたことにより必ずしも非現実的なものとはいえなくなった。

### 未来世紀における宇宙服
『Gガンダム』劇中ではノーマルスーツの出番は少ない。第6話でデビルガンダムの回収あるいは破壊のために地球に降下したネオジャパンの部隊を率いていたウルベ・イシカワ少佐とレイン・ミカムラがノーマルスーツを着用していた。
このときに2人が着用していたノーマルスーツは宇宙世紀仕様（機動戦士Ζガンダム以降）のパイロット用スーツだが、ヘルメットの部分から2本の角（触角ないしアンテナ）が突き出ている。
ちなみにガンダムファイターがモビルファイター搭乗時に着用するファイティングスーツは操縦用デバイスであり、ノーマルスーツとは性格が異なる。

### アフターコロニーにおけるアストロスーツ
『ガンダムW』シリーズに登場。作中において特に説明はない。宇宙で活動する場合のみ着用するのが大半で、民間用と軍用が存在しているが、他シリーズに比して実用的なデザインとなっており、ヘルメットには背後に背負っているボンベから直接チューブで空気が送られている。
民間用は厚手の素材で作られており、ベースカラーには黄土色、白、青灰色などがあるが、基本デザインは共通しており、中央に赤いラインが施されているスーツも存在する。
軍用は主に地球圏統一連合軍とOZ、プリベンターなどでMSパイロット用として普及している。連合軍用は無骨なシルエットで、OZ用は男性用が水色、女性用が紫とベースカラーを分別した細身のモデルとなっており、ランドムーバーを組み合わせて運用されることもあるほか、地上ではスーツを着ない代わりに無色のゴーグルを着用している。プリベンター用は民間用に近いほどの若干太めのスーツを採用した。
また、上記のものとは異なる身体に密着したアストロスーツも複数搭乗しており、マルーンをベースとしたゼクス・マーキスの専用スーツや、ヒイロ・ユイがガンダムエピオン搭乗時に着用していた本機専用のパイロットスーツ、ウイングガンダムゼロに搭乗していた頃のカトル・ラバーバ・ウィナーやピースミリオン合流後のガンダムパイロット達が着用した黒ベースの薄いスーツなどもシリーズに登場した。

### アフターウォーにおけるノーマルスーツ
『ガンダムX』においては、MS同様にノーマルスーツの概念も宇宙世紀のものとほぼ同じ見方となっている。ただし今作では舞台のほとんどが地球上であり、また私服・軍服のままコクピットに入りヘルメットも着用しないことが大半なため、パイロット用スーツすらほとんど登場しない。
軽装タイプのパイロット用ノーマルスーツは、さまざまな組織・勢力のものが劇中に登場したが、細かいディテールを除いてそのデザインに大差はない。劇中ではパーラ・シスがガロード・ランにパイロット用ノーマルスーツを贈る際、パイロット用の宇宙服のことだと説明するくだりがある。ベースカラーのバリエーションは豊富で、白（ガロード、少年兵時代のジャミル・ニート）、ピンク（ティファ・アディール）、灰色（ジャミル）、青（ウィッツ・スー）、赤（ロアビィ・ロイ）、薄紫（ カリス・ノーティラス）、檸檬色（パーラ）、紫（フロスト兄弟）、赤と黒（ランスロー・ダーウェル）など、各人の私服や乗機の色に合わせたものが多かった。
重装タイプの一般用ノーマルスーツは、旧/新連邦軍、宇宙革命軍のものが劇中に登場したが、こちらも細かいディテールを除いてそのデザインに大差はない。ベースカラーのバリエーションは、白（フリーデンのクルー、新連邦軍）、水色（宇宙革命軍）が登場した。

### 正暦における宇宙服
『∀ガンダム』には多数の種類の宇宙服が登場する。ムーンレィスの民間用宇宙服は地球降下時のロラン・セアックたちも着用し、後にはミリシャでも使用されている。ディアナ・カウンターのパイロット用宇宙服は劇中で「ノーマルスーツ」と呼ばれている。ウィルゲムに搭載されていた宇宙服はもっぱらミリシャ勢が着用した。ギンガナム艦隊のパイロットは専用の宇宙服を着用している。
ロランが∀ガンダム内部より発見した専用パイロットスーツは宇宙世紀のパイロット用ノーマルスーツに近い身体に密着したデザインの物で、背面に操縦席と直結するコネクタを備えた生命維持装置が備わっている。
ミリシャ兵が地球上で機械人形に搭乗する際には、これらの代わりに（現実世界で複葉機のパイロットが着用していたようなデザインの）飛行服を着用している。これは機械人形のパイロットたちが飛行機乗りから転身した名残である。

### コズミック・イラにおけるノーマルスーツ
『ガンダムSEED』および『SEED DESTINY』においてノーマルスーツはモビルスーツパイロットのほか、搭乗艦のクルーがモビルスーツデッキにおけるモビルスーツの発着艦支援やメンテナンス・船外作業時に着用する。また『DESTINY』においては、艦橋クルーが戦闘時に着用している描写は一切見られない。
地球連合軍のパイロットスーツは黄色を基調としているが、キラが着用したスーツは白を基調に緑寄りの青と黒を配したものでGATシリーズのパイロット専用に用意されたものであった。他にムウが着用していたスーツは黒を基調として紫とグレーを配しているが、ヘルメットはバイザーではなくフェイスマスクになっているなど、エースパイロット向けのカスタマイズがされている。
ブーステッドマンが着用するスーツは黒を基調としているがデザインは大幅に異なり、ヘルメットが一回り大きくなっている。このスーツは『SEED DESTINY』において大型モビルアーマーパイロット用に普及しているが、指揮官（車長）は青・他2名は黄色のラインがそれぞれ入れられている。またデストロイ専用のパイロットスーツも存在する。
ザフト軍のパイロットスーツは着用している軍服の色に合せたカラーリングがなされているスーツが支給されているが、バルトフェルドは通り名である「砂漠の虎」の如くな虎柄のものを着用しているなど、連合程ではないが個人のカスタマイズが行われている。『SEED DESTINY』では、FAITHを中心にヘルメット形状が若干異なる新型スーツが支給され始めている。このうちアスランは赤紫色のスーツを着用し、離反するまでこれを着用していた。
オーブ軍のパイロットスーツは男性兵士が青、女性兵士には赤を基調としたスーツが支給されるという特徴がある。
『SEED DESTINY』においても前述の方式のままだが全て新型スーツに置き換わっている。またキラやバルトフェルド、アスランといった個人向けのカスタマイズが行われている。
『SEED ASTRAY』では風花・アジャーが特注の子供用ノーマルスーツを着用したこともあった。

### 西暦におけるノーマルスーツ
『ガンダム00』シリーズにおけるソレスタルビーイングでは船員用が白の重装備型。マイスター用はウェットスーツのような黒ベースのもので、生命維持システムに各人の乗機の色を配したパイロットスーツ（トリニティのものは白がメインで、一人ひとりのバイザーの色が違う）を着用している。また、マイスター用ヘルメットのバイザーにはマジックミラーのように着用者の素顔を隠すような機能が付いている描写もある。
2ndシーズンの王留美とその関係者（ネーナを含む）のスーツは各所が発光している。
ユニオンはアメリカ軍のMSWAD（エムスワッド）やオーバーフラッグス隊が白メイン、他アメリカ軍をはじめタリビア軍も深緑色をメインにしている。デザインはやや保守的。
AEU正規軍は淡い緑がメインのもので、パイロットスーツは頭部バイザーが顔面部全てを覆い、また肩部は鋭角なデザインである。上半身と下半身が別パーツになっているなどユニオンとは異なるコンセプトを有している。
AEU加盟国であるモラリア共和国では正規軍とPMCとでデザインが異なる。前者が薄紫色、後者が黒を基調としている。
人革連では主力MSティエレンタイプのパイロットのものは、頭部ヘルメットにヘッドマウントディスプレイが装備され口に相当する箇所にコックピットのコンソール部に接続されるケーブルのアタッチメントがある。ここから機体より酸素を補給し、同時にカメラの映像やMS本体からの情報を取り入れている。1stシーズン第1話での軌道エレベーター「天柱」でのティエレン宇宙型の出撃シーンでは外部からの酸素供給が見受けられなかったことや、ピーリス以外のセルゲイ以下頂武GN-X部隊がGN-X搭乗時にヘッドマウントディスプレイを上げた状態で着用していたため、宇宙服としての機能は有していると思われる。
全周モニターに換装したティエレンタオツー搭乗後のピーリスが着用したものは白と黄色がメインで、コンセプトもユニオン・AEUと同系統である。
アロウズは黒メインのもので、ミスター・ブシドーが着用するスーツのヘルメットには2本の角が生えている。
連邦正規軍はやや青みがかった白を基調としたノーマルスーツを着用している。また、2314年時点における唯一の連邦軍所属のイノベイター、デカルト・シャーマンは赤と黒をメインとした独自のノーマルスーツを着用していた。

### A.G.におけるノーマルスーツ
『ガンダムAGE』シリーズにおけるノーマルスーツは、基本的に細かい設定などがなく、連邦軍側のものは、見た目としては宇宙世紀シリーズや西暦のそれとと変わりない。連邦軍の宇宙戦艦ディーヴァのブリッジクルーは青基調の、整備兵はオレンジがベースのものを着用している。第一部の主人公フリット・アスノは青と白の、白い狼とあだ名されるウルフ・エニアクルはバイザー以外白のものを着用している。対してUEおよびヴェイガン側は服装も連邦軍のそれと異なったデザインとなっており、ヘルメットについても全天式モニターを採用しているためか一般的にイメージされるヘルメットとは異なり、その殆どが半透明状の素材で頭部全体を覆うヘルメットを用いる。さらにヘルメットにはパイロットの脳に干渉することで擬似的にXラウンダー能力を発現させる事が可能な装置、「ミューセル」が装備されている。ミューセルは非侵襲式であるものの、パイロットの脳に脳細胞に多大な負担を強い悪影響を与える危険性を持つということが作中フリット・アスノによって語られている。事実、ミューセルを使用したアセム・アスノは一時的に擬似的なXラウンダーになることができたが、同時に頭痛や意識の混濁に襲われ一時は意識不明にまで陥った。なお、アセムは連邦軍のノーマルスーツに規格が違うであろうこのミューセルのヘルメットを着用しており、首の部分の密閉の有無は不明。

### モビルスーツ関連項目
特定の種別のモビルスーツに関する項目。
- モビルスーツ
  - ガンダムタイプ
  - 可変モビルスーツ
  - 水陸両用モビルスーツ
  - ニュータイプ専用機
  - マン・マシーン
  - モビルファイター
  - モビルドール
- モビルアーマー
- ノーマルスーツ